# Johann David Schlichthorst
Johann David Schlichthorst (* 17. März 1800 in Bremen; † 29. März 1843 in Padingbüttel/Land Wursten) war Mitbegründer der Norddeutschen Missionsgesellschaft und früher Erweckungsprediger.
Er entstammte einer bedeutenden Theologenfamilie der Herzogtümer Bremen und Verden. Nach dem Studium der Theologie in Göttingen trat er 1827 in Padingbüttel seine Pfarrstelle an.
1831/32 gründete er mit den Pastoren Justus Alexander Saxer (1801–1875) und Ludwig Müller (1800–1864) die Norddeutsche Missionsgesellschaft.